# Boussou (département)
Pour les articles homonymes, voir Boussou (homonymie).
Cet article concerne le département et la commune rurale. Pour le village chef-lieu, voir Boussou.
Boussou est un département et une commune rurale de la province du Zondoma, situé dans la région du Nord au Burkina Faso.

## Géographie

### Démographie
- En 2006, le département comptait 23 455 habitants recensés[1].

## Administration

### Villages
Le département et la commune de Boussou est administrativement composé de seize villages, dont le village chef-lieu homonyme (données de population consolidées en 2012, isssues du recensement général de 2006) :
- Bangassé (2 401 habitants)
- Baoudoumboin (675 habitants)
- Boussou (2 937 habitants), chef-lieu
- Darba (558 habitants)
- Garou (627 habitants)
- Kirikodogo (1 585 habitants)
- Kiripalogo (1 144 habitants)
- Kolkom (816 habitants)
- Kourbo (2 496 habitants)
- Nogolado (300 habitants)
- Ouembaïri (1 094 habitants)
- Pallé (1 602 habitants)
- Posso (2 109 habitants)
- Tamounouma (2 603 habitants)
- Tangaye (285 habitants)
- Toubyengo (2 223 habitants)